# Загараева, Галина Сергеевна
Галина Сергеевна Загараева  (род. 1937) — советский передовик производства в текстильной промышленности. Герой Социалистического Труда (1981).

## Биография
Родилась 1 января 1937 года в деревне Островки Угранского района Смоленской области в крестьянской семье.
После окончания семилетней школы переехала в город Ленинград. С 1952 по 1953 годы обучалась в школе фабрично-заводского обучения Ленинградской прядильной фабрики «Веретено». С 1953 года — прядильщица, с  1973 по 1984 годы — помощник мастера Ленинградской прядильной фабрики «Веретено».
4 марта 1976 года Указом Президиума Верховного Совета СССР «за трудовое отличие» Г. С. Загараева была награждена Орденом Трудового Красного Знамени.
17 марта 1981 года Указом Президиума Верховного Совета СССР «за выдающиеся производственные достижения, досрочное выполнение заданий десятой пятилетки и социалистических обязательств, проявленную трудовую доблесть» Галина Сергеевна Загараева была удостоена звания Героя Социалистического Труда с вручением Ордена Ленина и золотой медали «Серп и Молот».
С 1984 по 1988 годы Г. С. Загараева возглавляла укрупненную комплексную бригаду прядильщиков Ленинградской прядильной фабрики «Веретено».
Помимо основной деятельности Г. С. Загараева была с 1976 года — делегатом XXV съезда КПСС, с 1981 по 1988 годы — членом Ленинградского обкома КПСС. Неоднократно избиралась делегатом съездов отраслевого профсоюза рабочих текстильной и легкой промышленности СССР, секретарем партийной организации цеха, членом профкома фабрики.
С 1989 года — на пенсии, персональный пенсионер союзного значения. Живет в Санкт-Петербурге.

## Награды
- Медаль «Серп и Молот» (17.03.1981)
- Орден Ленина (17.03.1981)
- Орден Трудового Красного Знамени (4.03.1976)
- Медаль «За трудовую доблесть» (9.06.1966)
- Золотая Медаль ВДНХ